# Каугиевская улица
Каугиевская у́лица — улица в городе Сестрорецке Курортного района Санкт-Петербурга. Проходит от Большой Горской улицы до Левашовского шоссе и проспекта Муромцева.
Название известно с 1908 года, до 1920-х годов в виде Коугиевская улица. Происходит от фамилии домовладельца Коуги.
Изначально улица проходила от Большой Горской улицы за Алексеевский переулок. 12 августа 2014 года ее продлили до перекрестка Левашовского шоссе и проспекта Муромцева.

## Перекрёстки
- Большая Горская улица
- Алексеевская улица
- Гагаринская улица
- Алексеевский переулок
- Левашовское шоссе / проспект Муромцева